# Campeonato Asiático de Atletismo Júnior de 2004
A 11ª edição do Campeonato Asiático de Atletismo Júnior foi o evento esportivo organizado pela Associação Asiática de Atletismo (AAA) para atletas com até 20 anos classificados como Júnior. O evento foi sediado na cidade de Ipoh, na Malásia, no período de  12 de junho a 15 de junho de 2004. Foram disputadas 43 provas entre masculino e feminino, sendo quebrados nove recordes do campeonato dentre os quais o salto com vara feminino vencido pela Zhao Yingying da China.

## Medalhistas

### Masculino
| Evento                      | Ouro                                 | Ouro     | Prata                              | Prata    | Bronze                                | Bronze   |
| --------------------------- | ------------------------------------ | -------- | ---------------------------------- | -------- | ------------------------------------- | -------- |
| 100 metros                  | Yahya Al-Ghahes · Arábia Saudita     | 10.40    | Yahya Ibrahim · Arábia Saudita     | 10.53    | Guo Fan · China                       | 10.66    |
| 200 metros                  | Mohamed Al-Rasheedi · Barém          | 21.16    | Surinder Singh · Índia             | 21.27    | Musa Al-Housaoui · Arábia Saudita     | 21.36    |
| 400 metros                  | Mohamed Al-Salhi · Arábia Saudita    | 46.35    | Manoi Pushpa Kumara · Sri Lanka    | 46.56    | Mohamed Moussa · Catar                | 47.72    |
| 800 metros                  | Salem Amer Al-Badri · Catar          | 1:50.52  | Majed Saeed Sultan · Catar         | 1:51.34  | Musa Nasser Al-Asiri · Arábia Saudita | 1:52.02  |
| 1.500 metros                | Sultan Khamis Zaman · Catar          | 3:50.99  | Majed Saeed Sultan · Catar         | 3:52.44  | Pritam Bind · Índia                   | 3:53.62  |
| 5.000 metros                | Moustafa Ahmed Shebto · Catar        | 14:14.65 | Naser Jamal Naser · Catar          | 14:39.26 | Chen Mingfu · China                   | 14:43.52 |
| 10.000 metros               | Musa Amer Obaid · Catar              | 30:31.22 | Naser Jamal Naser · Catar          | 31:16.25 | Chen Mingfu · China                   | 31:30.93 |
| 110 metros com barreiras    | Mubarak Al-Mabadi · Arábia Saudita   | 14.21    | Kuo Hung-yi · Taipé Chinesa        | 14.45    | Tomoki Nakamura · Japão               | 14.54    |
| 400 metros com barreiras    | Ibrahim Al-Hamaidi · Arábia Saudita  | 50.43    | Mohamed Daak · Arábia Saudita      | 52.69    | Wanchai Glinkajorn · Tailândia        | 53.04    |
| 3.000 metros com obstáculos | Musa Amer Obaid · Catar              | 8:33.39  | Moustafa Ahmed Shebto · Catar      | 8:39.66  | Ali Al-Amri · Arábia Saudita          | 9:04.39  |
| Revezamento 4 x 100 metros  | Tailândia                            | 40.30    | Arábia Saudita                     | 40.54    | China                                 | 40.64    |
| Revezamento 4 x 400 metros  | Arábia Saudita                       | 3:09.02  | Índia                              | 3:13.99  | Tailândia                             | 3:14.52  |
| Marcha atlética 10 km       | Li Jianbo · China                    | 42:43.08 | Kim Hyun-sub Coreia do Sul         | 42:49.80 | Gong Jiancheng · China                | 43:06.13 |
| Salto em altura             | Liu Yang · China                     | 2.23 m   | Hu Tong · China                    | 2.19 m   | Wu Cheng-Hung · Taipé Chinesa         | 2.08 m   |
| Salto com vara              | Masato Hodotsuka · Japão             | 5.05 m   | Zhao Yu · China                    | 4.90 m   | Shungo Shimizu · Japão                | 4.75 m   |
| Salto em comprimento        | Koilparambil Clinton · Índia         | 7.57 m   | Wang Minsheng · China              | 7.50 m   | Ko Dae-Young Coreia do Sul            | 7.36 m   |
| Salto triplo                | Mohamed Al-Majrashi · Arábia Saudita | 16.25 m  | Artyom Lobachev · Uzbequistão      | 15.86 m  | Azmy Suleiman · Catar                 | 15.70 m  |
| Arremesso de peso           | Seyed Mehdi Shahrokhi Irão           | 19.99 m  | Sun Ke · China                     | 19.58 m  | Said Al-Yami · Arábia Saudita         | 18.47 m  |
| Arremesso de disco          | Ehsan Haddadi Irão                   | 62.24 m  | Sultan Al-Dawoodi · Arábia Saudita | 59.33 m  | Liu Jian · China                      | 57.64 m  |
| Lançamento do martelo       | Zhao Yihai · China                   | 72.81 m  | Lin Ming-Chien · Taipé Chinesa     | 70.22 m  | Madhu Kumar · Índia                   | 65.25 m  |
| Lançamento do dardo         | Lin Heng-Chi · Taipé Chinesa         | 67.73 m  | Tsubasa Imamiya · Japão            | 67.62 m  | Gurkirat Singh · Índia                | 67.22 m  |
| Decatlo                     | Yu Bin · China                       | 7713 pts | Mashari Al-Mubarak · Kuwait        | 6671 pts | Sahar Sazari · Malásia                | 6584 pts |

## Quadro de medalhas
| Ordem | País           | Ouro | Prata | Bronze |     |
| 1     | China          | 16   | 11    | 10     | 37  |
| 2     | Arábia Saudita | 6    | 4     | 4      | 14  |
| 3     | Japão          | 5    | 6     | 8      | 19  |
| 4     | Catar          | 5    | 5     | 2      | 12  |
| 5     | Cazaquistão    | 2    | 2     | 2      | 6   |
| 6     | Irão           | 2    | 0     | 0      | 2   |
| 7     | Uzbequistão    | 1    | 4     | 1      | 6   |
| 8     | Taipé Chinesa  | 1    | 3     | 1      | 5   |
| 9     | Índia          | 1    | 2     | 4      | 7   |
| 10    | Tailândia      | 1    | 1     | 2      | 4   |
| 11    | Malásia        | 1    | 0     | 2      | 3   |
| 12    | Barém          | 1    | 0     | 0      | 1   |
| 13    | Quirguistão    | 1    | 0     | 0      | 1   |
| 14    | Coreia do Sul  | 0    | 1     | 3      | 4   |
| 15    | Vietname       | 0    | 1     | 1      | 2   |
| 16    | Kuwait         | 0    | 1     | 0      | 1   |
| 17    | Líbano         | 0    | 1     | 0      | 1   |
| 18    | Sri Lanka      | 0    | 1     | 0      | 1   |
| 19    | Bangladesh     | 0    | 0     | 1      | 1   |
| 20    | Indonésia      | 0    | 0     | 1      | 1   |
| 21    | Singapura      | 0    | 0     | 1      | 1   |
| Total | Total          | 43   | 43    | 43     | 129 |